# القصبي (دير الزور)
القصبي قرية سورية تتبع ناحية التبني في منطقة مركز دير الزور في محافظة دير الزور. بلغ عدد سكانها 4325 نسمة في عام 2004 حسب إحصاء المكتب المركزي للإحصاء.